# Prostřední Bečva
Prostřední Bečva (en allemand : Mittel Betschwa, précédemment : Mittel Beczwa ou Mitter Beczwa) est une commune du district de Vsetín, dans la région de Zlín, en Tchéquie. Sa population s'élevait à 1 764 habitants en 2020.

## Géographie
Prostřední Bečva se trouve à 22 km au nord-est de Vsetín, à 49 km au nord-est de Zlín et à 284 km à l'est-sud-est de Prague.
La commune est limitée par Trojanovice au nord, par Čeladná à l'est, par Horní Bečva au sud-est, par Hutisko-Solanec au sud-ouest, et par Vigantice et Dolní Bečva à l'ouest.

## Histoire
La première mention écrite du village date de 1676.